# روبرت إي. مور
روبرت إي. مور (بالإنجليزية: Robert E. Moore)‏ هو سياسي أمريكي، ولد في 22 أكتوبر 1849، وتوفي في 6 ديسمبر 1921 في لنكن في الولايات المتحدة. حزبياً، نشط في الحزب الجمهوري.